# 美國雅培

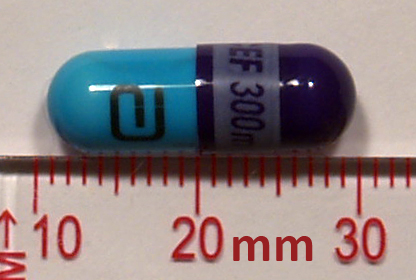
雅培製造的一顆Omnicef 300mg膠囊

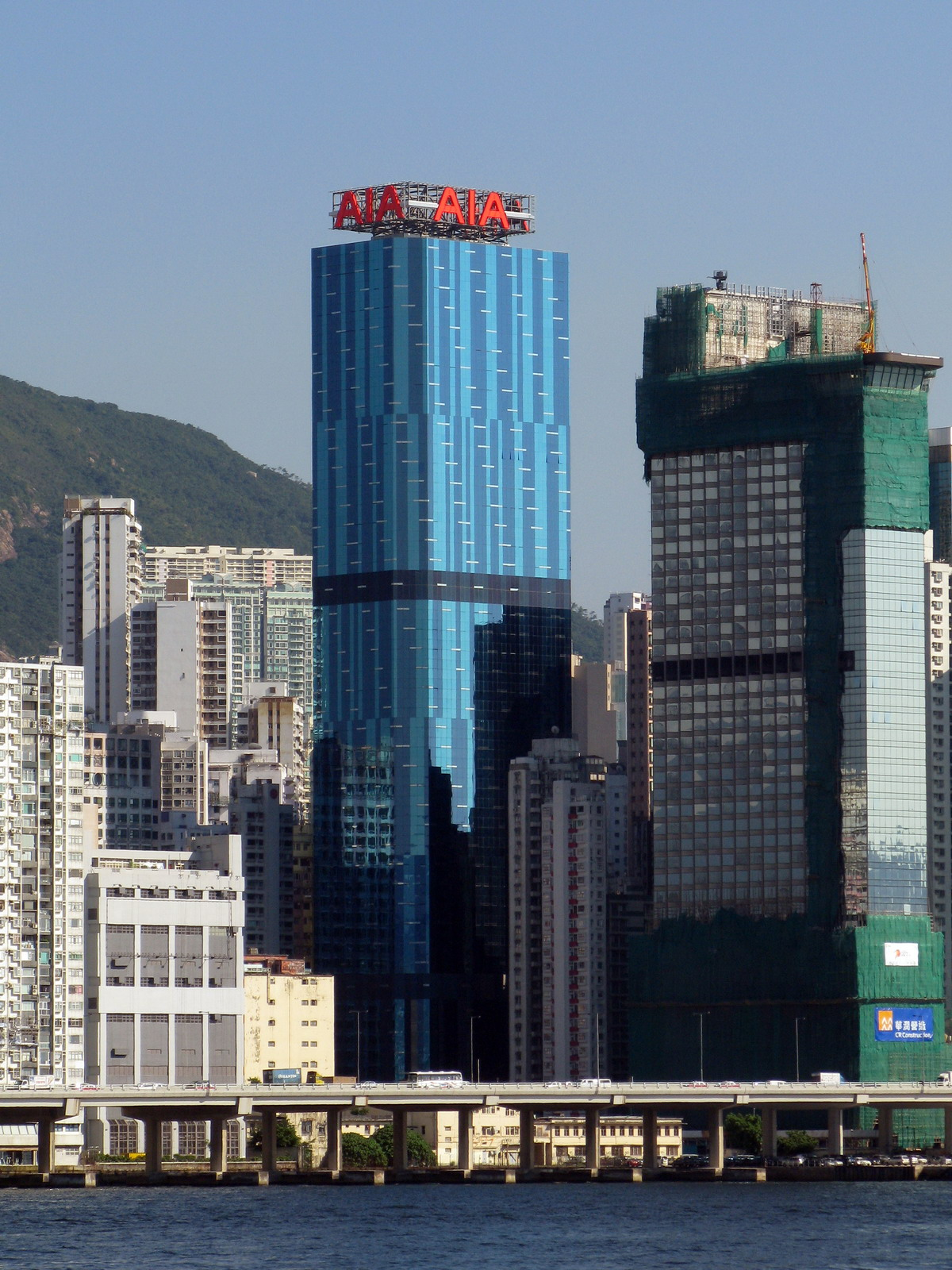
香港雅培辦事處設於香港北角炮台山友邦廣場

雅培（英語：Abbott Laboratories），美國上市公司（：ABT），是一家有72000多人員工的跨國公司，總部在伊利諾州芝加哥市中心北部的亞培園區。

## 歷史
成立於1888年，創辦人為美國醫師華勒斯雅培（華勒斯亞培）（Wallace C. Abbott）。雅培以製藥、醫療器材與營養產品為主要事業，並在進行了幾次大型的事業併購。旗下產品分為動物健康、醫療診斷、營養產品、心血管相關，當中包括動物麻醉用品和血管相關醫療器材。
香港雅培寫字樓在炮台山電氣道友邦廣場，並在1959年成立。1983年，美國雅培公司在台湾台北市成立美商亞培藥廠公司台灣分公司，並成立台中辦事處、高雄辦事處。
2009年3月30日以总额约28亿美元的价格，完成了对眼力健公司（Advanced Medical Optics, Inc.）的要约收购。至此，眼力健成为雅培旗下的全资子公司，并更名为雅培医疗光学公司。
2009年9月28日將以45億歐元（約合66億美元）現金收購比利時化學品及製藥商蘇威集團（Solvay Group）的製藥部門Solvay Pharmaceuticals。還有3億歐元將在二零一一年至二零一三年期間支付。蘇威在聲明中表示，收購條件中還包括4億歐元的退休金。Solvay Pharmaceuticals在全球擁有9000名員工，2008年營收達到27億歐元。
2011年10月19日計劃分拆為品牌藥業務和多元化醫療用品兩家獨立的公開上市公司。
2012年雅培總公司將公司業務分拆上市，奶粉業務將繼續保留雅培的名字，另一部分稱艾伯维，專營生產醫療設備及研發藥品，在2013年一月初正式分拆。
2014年投资2.3亿美元在浙江嘉兴建立的一座营养品工厂正式开工。这是雅培目前在中国大陸最大的投资项目。雅培中国大陸总部位于上海，在华拥有4000多名员工。
2015年7月22日美國醫療設備製造商聖猶達醫療公司（St. Jude Medical），同意以大約34億美元現金收購心臟相關醫療設備製造商Thoratec（THOR）。
2016年4月28日雅培製藥同意以每股46.75美元現金加0.8708股票換取1股St. Jude股份的方式斥資250億美元收購心臟醫療設備製造商聖猶達醫療St. Jude Medical Inc.（STJ）。
2017年4月15日斥資53億美元收購診斷測試用品商Alere。 根據建議，每股收購價為51美元。
2022年2月，有4名美國嬰兒可能因使用雅培旗下品牌奶粉導致感染克羅諾桿菌及沙門氏菌。雅培宣佈召回在美国密歇根州工厂生产的三个品牌的婴儿配方产品。美國食品及藥物監管局宣佈開啟調查，中國海關總署呼籲中國消費者不要購買雅培旗下部分嬰幼兒產品。

## 外部連結
- 雅培(中国) （页面存档备份，存于）
- 雅培(美國) （页面存档备份，存于）
  - Abbott的Facebook專頁
  - Abbott的Instagram帳戶
  - YouTube上的Abbott頻道
- 雅培(香港) （页面存档备份，存于）
- 亞培(台灣) （页面存档备份，存于）